# Dove c'è musica
Dove c'è musica è il settimo album in studio realizzato dal cantautore italiano Eros Ramazzotti, pubblicato il 13 maggio 1996 dall'etichetta DDD e prodotto dallo stesso Ramazzotti. L'album è stato pubblicato anche in una versione in spagnolo, intitolata Donde hay música.
Ha riscosso un ottimo successo commerciale sia in Italia, dove ha venduto oltre 1 500 000 copie, restando alla prima posizione della classifica degli album per 16 settimane consecutive, sia in diversi Paesi europei. L'album ha infatti raggiunto il primo posto anche in Germania per due settimane (dove rimane in classifica per 76 settimane), Svizzera per otto settimane, Austria, Belgio (tre settimane nelle Fiandre e due in Vallonia) e Svezia per due settimane, ed ha venduto oltre 7 milioni di copie in tutto il mondo..

## Descrizione
Tra le canzoni del disco, Più bella cosa è dedicata alla musica e anche all'allora compagna Michelle Hunziker, mentre L'aurora alla figlia della coppia, Aurora, che nacque pochi mesi dopo. Lettera al futuro è invece ispirata al racconto di Edgar Allan Poe La maschera della morte rossa.
Il 16 luglio 2016 è uscita la versione in doppio vinile con tre tracce per ogni lato.

## Tracce
Dove c'è musica

### Lato A
1. Dove c'è musica – 4:44 (Maurizio Fabrizio, Adelio Cogliati, Claudio Guidetti, Eros Ramazzotti)
2. Stella gemella – 4:38 (Mario Lavezzi, Adelio Cogliati, Giuseppe Tosetto, Eros Ramazzotti)
3. Più bella cosa – 4:24 (Adelio Cogliati, Claudio Guidetti, Eros Ramazzotti)
4. L'aurora – 5:35 (Adelio Cogliati, Eros Ramazzotti)
5. Lettera al futuro – 4:17 (Adelio Cogliati, Eros Ramazzotti)
6. Io amerò – 5:07 (Adelio Cogliati, Eros Ramazzotti)

### Lato B
1. Questo immenso show – 5:27 (Adelio Cogliati, Eros Ramazzotti)
2. Quasi amore – 5:07 (Adelio Cogliati, Eros Ramazzotti)
3. Yo sin tì – 4:12 (Giuseppe Tosetto, Eros Ramazzotti, Nacho Mañó)
4. Lei però – 4:50 (Adelio Cogliati, Giuseppe Tosetto, Eros Ramazzotti)
5. L'uragano Meri – 4:46 (Adelio Cogliati, Eros Ramazzotti)
6. Buona vita – 3:51 (Adelio Cogliati, Giuseppe Tosetto, Eros Ramazzotti)

Durata totale: 28:13
Donde hay música

### Lado A
1. Donde hay música – 4:44 (Maurizio Fabrizio, Adelio Cogliati, Claudio Guidetti, Eros Ramazzotti)
2. Estrella gemela – 4:38 (Mario Lavezzi, Adelio Cogliati, Giuseppe Tosetto, Eros Ramazzotti)
3. La cosa más bella – 4:24 (Adelio Cogliati, Claudio Guidetti, Eros Ramazzotti)
4. La aurora – 5:37 (Adelio Cogliati, Eros Ramazzotti)
5. Carta al futuro – 4:17 (Adelio Cogliati, Eros Ramazzotti)
6. Yo amaré – 5:07 (Adelio Cogliati, Eros Ramazzotti)

### Lado B
1. Este inmenso show – 5:27 (Adelio Cogliati, Eros Ramazzotti)
2. Casi amor – 5:07 (Adelio Cogliati, Eros Ramazzotti)
3. Yo sin tì – 4:12 (Giuseppe Tosetto, Eros Ramazzotti, Nacho Maño) – Versione in spagnolo
4. Pero ella – 4:50 (Adelio Cogliati, Giuseppe Tosetto, Eros Ramazzotti)
5. Huracán Meri – 4:46 (Adelio Cogliati, Eros Ramazzotti)
6. Buena vida – 3:51 (Adelio Cogliati, Giuseppe Tosetto, Eros Ramazzotti)

## Formazione
- Eros Ramazzotti – voce, cori, chitarra
- Michael Landau – chitarra elettrica
- Vinnie Colaiuta – batteria
- Gavin Harrison – batteria (traccia 3)
- Nathan East, John Pena, John Pierce - basso
- Celso Valli – pianoforte, tastiera, organo Hammond, cori e programmazione
- David Garfield – pianoforte
- Luca Bignardi – programmazione
- Paolo Gianolio – chitarra acustica e basso
- Lenny Castro – percussioni
- Sid Page – violino
- Gary Grant, Jerry Hey – tromba
- Charles Loper, Bill Reichenbach Jr. – trombone
- Kim Hutchcroft, Steve Tavaglione – sassofono tenore
- Alex Baroni, Luca Jurman, Alex Brown, Phillip Ingram, Emanuela Cortesi, Antonella Pepe, Lynn Davis, Traisey Elana Williams, Jim Gilstrap – cori

## Classifiche

### Classifiche settimanali
| Classifica (1996)       | Posizione massima |
| ----------------------- | ----------------- |
| Austria                 | 1                 |
| Belgio (Fiandre)        | 1                 |
| Belgio (Vallonia)       | 1                 |
| Canada                  | 23                |
| Danimarca               | 4                 |
| Europa                  | 2                 |
| Finlandia               | 6                 |
| Francia                 | 4                 |
| Islanda                 | 14                |
| Italia                  | 1                 |
| Germania                | 1                 |
| Norvegia                | 8                 |
| Paesi Bassi             | 5                 |
| Portogallo              | 2                 |
| Spagna                  | 2                 |
| Svezia                  | 1                 |
| Svizzera                | 1                 |
| Stati Uniti (latin)     | 20                |
| Stati Uniti (latin pop) | 12                |
| Ungheria                | 3                 |

### Classifiche di fine anno
| Classifica (1996) | Posizione |
| ----------------- | --------- |
| Austria           | 1         |
| Europa            | 6         |
| Francia           | 26        |
| Germania          | 3         |
| Italia            | 1         |
| Paesi Bassi       | 10        |
| Spagna            | 8         |
| Svezia            | 7         |
| Svizzera          | 5         |
| Classifica (1997) | Posizione |
| Austria           | 13        |
| Europa            | 38        |
| Germania          | 32        |
| Svizzera          | 23        |